# Percocet
Il Percocet è una combinazione ossicodone-paracetamolo, ovvero un combinato oppioide-non oppioide usato per trattare il dolore a breve termine, commercializzato da Endo International.

## Storia
La Food and Drug Administration (FDA) ha approvato per la prima volta il Percocet nel 1976.

## Composizione
A partire da agosto 2014 la Endo Pharmaceuticals ha iniziato a produrre il Percocet in compresse.
| Ossicodone cloridrato (mg) | Paracetamolo (Acetaminofene) (mg) | Colore | Forma   |
| -------------------------- | --------------------------------- | ------ | ------- |
| 2,5                        | 325                               | Rosa   | Ovale   |
| 5                          | 325                               | Blu    | Rotonda |
| 7.5                        | 325                               | Pesca  | Ovale   |
| 10                         | 325                               | Giallo | Oblunga |